# Versend
Versend là một thị trấn thuộc hạt Baranya, Hungary. Thị trấn này có diện tích 14,13 km², dân số năm 2010 là 930 người, mật độ 66 người/km².